# Internationaler Sozialistischer Kampfbund
La Internationaler Sozialistischer Kampfbund (alemany per a «Lliga Internacional de Lluita Socialista») va ser un partit socialista escindit del  SPD durant la República de Weimar i que fou actiu en la resistència alemanya contra el nazisme.

## Història
La Internationaler Sozialistischer Kampfbund (ISK) fou una organització política fundada pel filòsof Leonard Nelson i l'educadora Minna Specht a Göttingen.
Nelson i Specht havien fundat anteriorment la Internacional Joventut Socialista (ISYL) el 1917 i aleshores van rebre el suport d'Albert Einstein. Nelson, era un  neo-kantià i Hochschule un professor universitari que era molt actiu políticament. Per a la fundació del ISK van advocar per una ideologia propera al socialisme motivada èticament, anticlerical i anti- marxista, a més a més, van incloure en la ideologia un estricte vegetarianisme i la defensa dels drets dels animals. Nelson va decidir establir la ISK després que els membres de la ISYL van ser expulsats del  Partit Comunista el 1922 i del  Partit Social Demòcrata el 1925.
La ISK es va fer càrrec de publicació de ISYL Öffentliches Leben, que va publicar el butlletí a partir de l'1 de gener de 1926. A més a més, es va realitzar una edició en Esperanto del butlleti a partir de gener de 1929, i una petita publicació trimestral en anglès també fou editada a partir de l'abril del mateix any. En general constava de vuit pàgines i amb una tirada mitjana de 5.000 a 6.000 exemplars. Nelson va publicar la seva obra principal en aquesta publicació entre les quals destaquen la seva sèrie filosòfico i política öffentliches Leben i els seus tractats de 1904, "Abhandlungen der  Fries Schen Schule, Neue Folge". Rependada pel matemàtic Gerhard Hessenberg i el fisiòleg Karl Kaiser, i que, després de la mort de Nelson, va ser continuada pel guanyador de Premi Nobel Otto Meyerhof, el  sociòleg Franz Oppenheimer i Minna Specht fins al 1937.
Amb el creixent èxit electoral dels nazis al final de la República de Weimar, la ISK va fundar el diari Der Funke per enfrontar la situació. De particular interès va ser el "Crida Urgent per a la Unitat" (Dringender Appell für die Einheit) en referència a les eleccions alemanyes del juliol de 1932. La crida va aparèixer als diaris i en cartells a tot Berlín. Cridant a la unitat, al suport del SPD i el  KPD amb la finalitat d'impedir nous increments electorals dels nazis. Aquest manifest va ser signat per 33 intel·lectuals destacats i científics alemanys, entre ells Albert Einstein, Franz Oppenheimer, Emil Gumbel, Arthur Kronfeld, l'artista Kathe Kollwitz, escriptors Kurt Hiller, Erich Kästner, Heinrich Mann, Ernst Toller i Arnold Zweig, entre d'altres. La ISK va continuar treballant en la  resistència després que el partit nazi aproves la  prohibició l'any 1933. La ISK havia destruït tots els registres escrits del partit i fins al 1938, va romandre sense ser detectat, mentre que els militants dels partits més grans, el KPD i el SPD, estaven sofrint arrestos massius. La ISK per tant va ser capaç de continuar el seu treball de resistència, oferint ajuda als refugiats polítics per sortir del país, van realitzar actes de sabotatge i van distribuir fullets. El 1938, però, una onada d'arrestos va colpejar la ISK. L'enfocament principal del treball de la ISK va ser l'intent de construir una organització sindical clandestina, el Unabhängige Sozialistische Gewerkschaft ("Unió Socialista Independent"), que també va donar suport a la  Internacional Transportarbeiter-Föderation ("la Federació Internacional de Treballadors del Transport").
 L'acte de resistència més conegut de la ISK va ser el sabotatge de l'obertura de les Reichsautobahn el 19 de maig de 1935. La nit abans del viatge de Hitler per inaugurar la nova autopista, els activistes de ISK van escriure consignes com ara "Hitler = Guerra" i "A baix Hitler", en tots els ponts al llarg de la ruta entre Frankfurt del Main i Darmstadt, per on havia de passar Hitler.